# Головна палацова канцелярія
Головна палацова канцелярія (не пізніше 1712 (за іншими даними в 1721)-1786) - центральна державна установа в Російській імперії, що управляє в різний час заготівлею продукції, маєтками двору і палацами. Втратила основні функції відповідно до Губернської реформи 1775. Скасована в 1786, а функції передано Придворній конторі. Як відділення мала Палацову контору в Москві (у 1728-1732 і 1737-1746 - у Санкт-Петербурзі). У Санкт-Петербурзі розташовувалась на набережній Неви, слідом за другим Зимовим палацом.

## Підпорядкування
Підкорялася до 1720-х і в 1743-1774 безпосередньо монархам, в 1720-і -1743 і 1774-1786 - Сенату. Знаходилася в Санкт-Петербурзі, а в 1728-1732 і 1737-1746 - у Москві. Внутрішній устрій та порядок її роботи визначалися Генеральним регламентом 1720 і штатом Головної палацової канцелярії 1773.

## Опис
Спочатку здійснювала заготівлю продуктів та купівлю нових маєтків для двору, відала експлуатацією низки палаців. З кінця 1720-х керувала всім палацовим господарством країни: призначала та змінювала управителів палацових маєтків, обстежувала володіння та вживала заходів до підвищення їхньої прибутковості шляхом розвитку. Вела облік земель, угідь та палацових селян, зберігала кріпацтва на всі види володінь.
У 1729-1738 відповідала за стан мисливського господарства, яке потім перейшло в розпорядження Обер-егермейстерської канцелярії. У її підпорядкуванні перебували Великого палацу приказ (1724-1728), Конюшенный приказ (1724-1732), місцеві «палацеві контори», «вотчинні правління» та інші установи, які відали палацовим господарством (1728-1774), губернські палаци (1774 - середина 1780-х).